# Bachata (dans)
Bachata er en social dans, der er opstået i den Dominikanske Republik, udviklet til musikken Bachata sammen med dennes udvikling.
I Vesten er man siden 2000'erne begyndt at danse flere andre danse end den autentiske, hvor man benytter elementer og teknikker fra andre Nord- og Sydamerikanske danse, hvilket betyder at man støder på forskellige danse, danset til musikken Bachata, de kan grundlæggende defineres således:
1. Bachata, er den autentiske dans fra starten af tresserne udviklet fra Dominikansk Bolero, men med en ændret, stærkt udvidet og ny unik struktur.
Bachata danses i den Dominikanske Republik og andre steder i Caribien samt nu også mange steder i den vestlige verden.
2. Vestlige benyttede danse, er danse begyndt benyttede af X-body (Salsa) danseskoler både i Europa og USA, hvor den første man så er fra starten af 00'erne.
De vestlige danse er primært en blanding af forskellige eksisterende Nord- og Sydamerikanske danse som X-body, Tango og LambaZouk, hvor der benyttes en simplificeret (reelt set en misforstået) udgave af den autentiske Bachata's basis- danseteknikker, disse teknikker i de vestlige danse afviger væsentligt fra de autentiske Dominikanske teknikker pga. dengang manglende viden om de autentiske teknikker, da man ikke gjorde sig ulejligheden at undersøge, hvordan de reelt set så ud og blev danset i den Dominikanske Republik.
Disse danse har desværre fået nogle definitionsmæssige uheldige navne, hvor de mest anvendte af disse er Bachata Moderna, Bachata Sensual, Bachata Tango og Urban Bachata.
De autentiske Bachata-dansere og undervisere rundt omkring i vesten, forsøger som lokomotiv i øjeblikket at få ændret disse dansetermer, fordi de grundlæggende er misledende ved at de indeholder navnet Bachata, fordi disse danse som nævnt ikke danses med Bachata'ens autentiske basisteknikker og styling, men med nogle misforståede og simplificerede teknikker tilføjet mere eller mindre X-body (Salsa), Tango, LambaZouk og Hip Hop. Man må huske på at navnet Bachata associerer til den autentiske dans og dennes unikke danseteknikker og dermed ved definition er væsentlig forskellig fra de vestlige danse, danset til musikken Bachata.
Den tidlige Bachata fra Den Dominikanske Republik i Caribien, blev i starten kun danset tæt og det var fordi den tidlige Bachata både i karakter og i tempo er/var en Bolero, hvilket vi kalder en Balade i Danmark og med slang en sjæler. Da der kun blev danser meget tæt og med vuggende hofter blev Bachata fra starten betragtet som en særdeles sensuel dans.
Men sidenhen har Bachata'en, som musikalsk stilart, udviklet sig både stilistisk og i tempo, hvilket betyder at der nu danses både tæt og med en vis kropsafstand, hvor der også danses med forskellige drejninger, legende Footwork-sekvenser og andre rytmiske sekvenser udført med arme, torso m.v.
Denne udvikling af genren, som både musikalsk og dansemæssigt foregår løbende, betyder at det er det enkelte musikstykkes karakter og tempo, der er grundlæggende afgørende for hvor meget dynamik (drejninger, footwork-sekvenser m.m.) man tilfører den enkelte dans. Er tempoet meget langsomt, danses der kun tæt og er tempoet fra middel til hurtigt, danses der varieret, både tæt og med drejninger, footwork, torso m.m.

## Grundtrin
Bachata (autentisk): Danses i en firkant startende til venstre på venstre ben (Mandens trin, Kvinden danser spejlvendt), andet trin er også til venstre, men nu på højre ben, tredje trin er frem på det venstre ben og så et tap på fjerde taktslag med højre fod ved siden af den venstre fod. Næste takt starter han til højre på højre ben, andet trin til højre er på venstre ben, tredje trin er tilbage på det højre ben og så igen et tap på fjerde taktslag med venstre fod ved siden af den højre fod, og så forfra igen (Kassetrin/Boxtrin).
Vestligt benyttede danse: Danses sidelæns på en linje på samme måde som ovenfor, men hvor alle 3 trin i hver takt tages sidelæns henholdsvis til venstre og så til højre, igen til venstre osv. Også med et tap på det 4. taktslag i hver takt (der er 4 taktslag i en takt: 4/4 takt).

## Heldrejninger (Vuelta's)
Bachata (autentisk): Drejes på stedet over det første trin til side og kan laves på både venstretakten og højretakten. - Der 'tappes' på fjerde taktslag.
Vestligt benyttede danse: Drejes gående sidelæns over alle tre trin og kan laves på både venstre-takten og højre-takten. - Der 'tappes' på fjerde taktslag.

## Pladsskift (Enchufla's)
Bachata (autentisk): "Inside Turn" for kvinden: Hvis kvinden starter på venstre ben til side (1. taktslag) går hun efterfølgende frem på højre ben (2. taktslag), som hun drejer højre om på, ca. 180 grader og afslutter herefter drejningen på venstre ben (3. taktslag). – Manden følger kvinden ved at dreje højre om så "øjen"-kontakten bibeholdes (mand og kvinde har nu skiftet plads). – Hvis Pladsskiftet starter på kvindens højreben benyttes samme teknik, bare spejlvendt. - Der 'tappes' på fjerde taktslag.
Vestligt benyttede danse: "Outside Turn" for kvinden: Hvis kvinden starter på venstre ben frem (1. taktslag), påbegyndes drejningen allerede her ved at hun drejer venstre om og drejer derved med ryggen til manden, der ligesom i Dominikansk Bachata drejer højre om. Drejningen afsluttes allerede på 2. taktslag og på 3. taktslag står kvinden igen med vægten på venstre ben. – Hvis Pladsskiftet starter på kvindens højre ben benyttes samme teknik, bare spejlvendt. (Pladsskiftet i de vestlige danse en således blot en halv Vuelta, der udføres i fremad-bevægelse i stedet for i sidelæns-bevægelse). - Der 'tappes' på fjerde taktslag.

## Footwork
Bachata (autentisk): Sekvensvist både footwork og synkoperede trin (trin imellem musikkens grundrytme, dvs. trin taget imellem 1,2,3 og 4).
Vestligt benyttede danse: Generelt ingen footwork og ingen synkoperede trin.

## Dips
Bachata (autentisk): Nej
Vestligt benyttede danse: Ja

## Styling
Bachata (autentisk): Naturlig styling fra den sociale måde at danse på - Bachata ses tillige danset med bounce: Kroppen bevæger sig op i hvert taktslag og ned igen imellem taktslagende. – Dette medfører et let "hoppende" udtryk.
Vestligt benyttede danse: Styling som i Sports-/Konkurrencedans med mange og store bevægelser i alle elementer.